# Tecnatom
Tecnatom, fue un Grupo Empresarial de ingeniería de origen español, especializado en garantizar la operación y los altos niveles de seguridad en la industria y, especialmente, en las centrales nucleares. Las actividades principales de Tecnatom se centran en la inspección de componentes mediante ensayos no destructivos, la fabricación de equipos de inspección, el entrenamiento del personal de operación de las plantas y la prestación de servicios de apoyo a operación de las plantas. Tecnatom ha llevado a cabo un proceso de diversificación a otros mercados sinérgicos como el sector industrial desarrollando sistemas de inspección por técnicas no destructivas para el mercado aeroespacial y los servicios y productos para la generación de energía eléctrica convencional de centrales térmicas, ciclo combinado y de energías renovables. En la actualidad, Tecnatom tiene filiales en España, Francia, China, Estados Unidos, México, Brasil y Emiratos Árabes Unidos, contando con proyectos en más de 30 países.

## Historia
El Servicio de Estudios con que contaba el Banco Urquijo en la década de los 50 para apoyar y promocionar iniciativas de desarrollo de nuevas actividades industriales, propuso que se estudiase la utilización de la energía nuclear para la producción de energía eléctrica en España. Desarrollando esta idea, el 11 de abril de 1957 se constituyó Tecnatom (Técnicas Atómicas). Jaime Mac Veigh fue su principal promotor.
En 1960 Tecnatom llevó a cabo un proyecto preliminar de central nuclear de 60 MW. para Unión Eléctrica Madrileña. Un año más tarde, la eléctrica madrileña solicitó al Gobierno la construcción de una central de 160 MW en la localidad de Almonacid de Zorita, en la provincia de Guadalajara. Las obras se inauguraron el 6 de julio de 1965, y hasta 1970 Tecnatom dedicó toda su actividad a la primera central nuclear española, la central nuclear José Cabrera.
Tecnatom se convirtió en 1973 en la empresa común de servicios de ingeniería, fundamentalmente en las áreas de adiestramiento e inspección de las siete compañías eléctricas con participación en el Programa Nuclear español. Compañía Sevillana de Electricidad, Electra de Viesgo, Unión Fenosa, Fuerzas Eléctricas de Cataluña, Hidroeléctrica Española, Iberduero y Unión Eléctrica Madrileña, pasan a ser los propietarios de Tecnatom.
Para dar adecuado servicio en el área de adiestramiento se adquirieron dos simuladores de entrenamiento, correspondientes a las tecnologías PWR, reactor de agua a presión, y BWR, reactor de agua en ebullición. Y para el área de inspección se adquirieron, asimismo, los equipos necesarios para la inspección de grandes componentes (vasija y generadores de vapor) y otros componentes esenciales. Tanto para ubicar los simuladores como los equipos de inspección, Tecnatom trasladó su sede, en 1978, a San Sebastián de los Reyes.
En los años 80, Tecnatom apostó por el desarrollo de tecnología propia, disminuyendo de forma paulatina la compra de tecnología y fomentando las inversiones propias en I+D+i para garantizar, así, su independencia tecnológica. Como resultado de lo anterior se produjo un periodo de crecimiento y diversificación de actividades que comportó un aumento paralelo de plantilla. De los casi 140 empleados que había en 1980, se pasó a casi los 450 en 1986.
Con el nuevo siglo se iniciaron las construcciones de los nuevos simuladores de alcance total de las centrales nucleares españolas (cada central debía tener el suyo propio) optándose, en algunos casos, por ubicarlos en las proximidades de los emplazamientos de las centrales. Así y para ubicar los simuladores de las centrales nucleares de Ascó y Vandellós, se construyó una nueva sede de Tecnatom en Tarragona, que se constituyó, asimismo, como centro de apoyo a la operación y formación de los operadores y del personal técnico de las centrales catalanas. El 25 de junio de 2003 tuvo lugar la inauguración oficial del centro.
Un esquema similar se ha reproducido en el resto de emplazamientos de las centrales nucleares españolas, existiendo centros de asistencia técnica y escuelas de formación en las centrales nucleares de Almaraz, Cofrentes, Sta. Mª de Garoña y Trillo. 

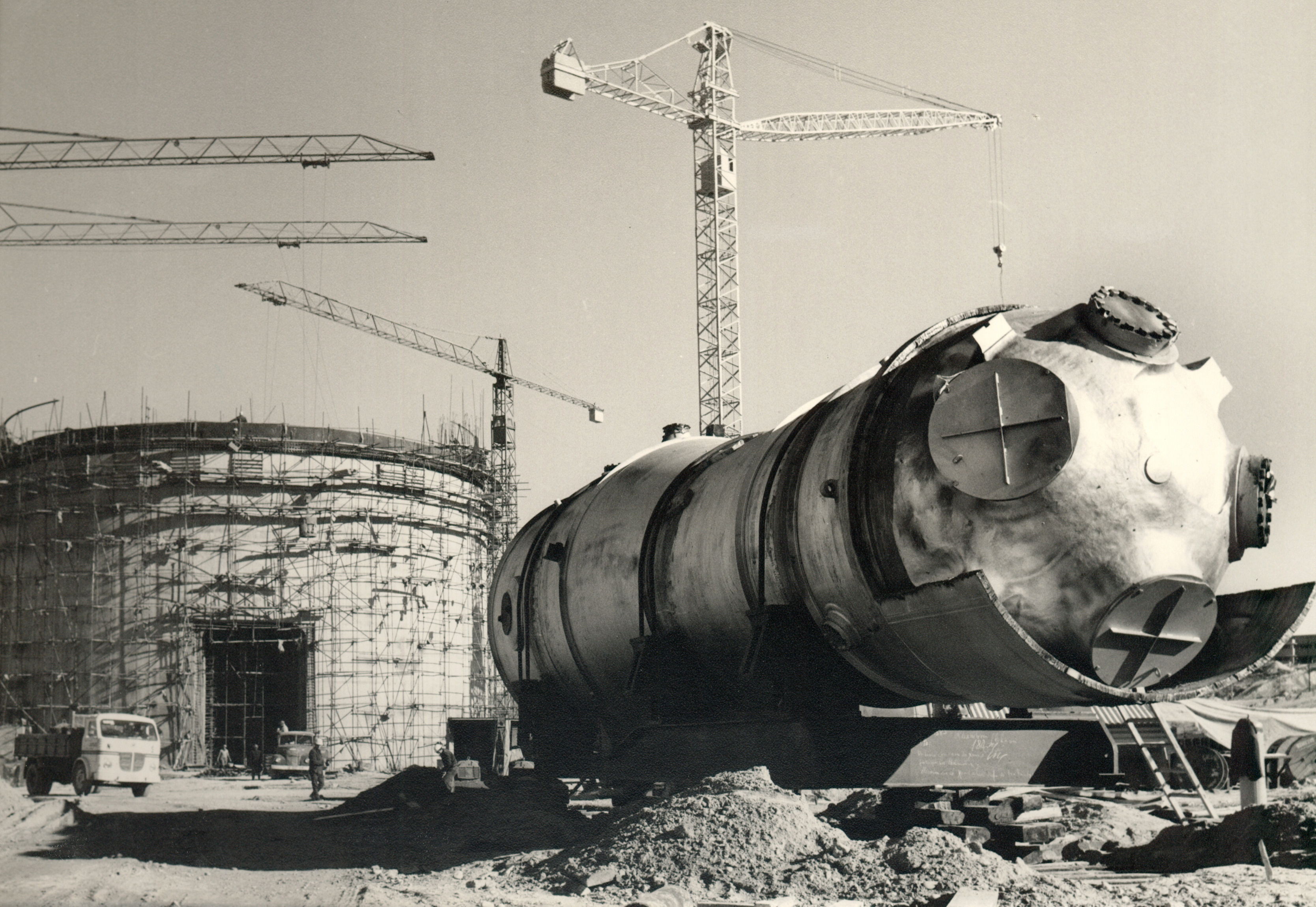
Llegada del Generador de Vapor a la Central Nuclear José Cabrera en 1966

Los clientes nacionales e internacionales de Tecnatom pertenecen en su mayoría al sector de la energía nuclear, pero también esenciales para la viabilidad de los servicios y competencias tecnológicas específicamente desarrolladas, es necesario remarcar la relevancia de los clientes de centrales térmicas, petroquímicas, centrales de ciclo combinado y de energía renovable y sectores industriales afines como, su fuerte presencia en el mercado aeronáutico, donde Tecnatom es uno de los líderes mundiales para el desarrollo y construcción de sistemas avanzados de inspección no destructiva de componentes aeronáuticos de fibra de carbono y metálicos, aplicándose tecnologías sinérgicas con las desarrolladas por Tecnatom para el sector nuclear.
Como parte de su estrategia de diversificación de tecnologías y mercados, en el año 2004 Tecnatom cerró el proceso de adquisición de la empresa francesa de ensayos no destructivos Metalscan . Y por participación de Metalscan en la también francesa M2M , creada para el desarrollo y comercialización de sistemas avanzados de inspección por ultrasonido, Tecnatom también asumió el liderazgo de esta última. En 2007 Tecnatom creó, junto con la compañía china CNPRI , la empresa CITEC para la prestación de servicios de inspección en el creciente mercado chino. En 2013 fue creada la filial Tecnatom do Brasil para desarrollar la implantación de Tecnatom en los mercados nuclear, térmico y aeronáutico brasileños.

## Áreas de Negocio
- Formación:  Tecnatom presta servicios integrales de formación cuyo objetivo final es la incorporación de personal con un alto nivel de cualificación para desempeñar con competencia su puesto de trabajo en las centrales, incluyendo los procesos de reclutamiento, selección, contratación y formación de los candidatos. Su responsabilidad está claramente enfocada a suministrar los servicios de formación a la industria nuclear, si bien ha ampliado el rango de estos servicios a sectores como el aeroespacial, centrales térmicas convencionales o renovables, ocupando una posición líder en estos mercados y con experiencia constatable en más de 30 países.

- Apoyo a Explotación y Emergencias:  Complementa y actúa junto al área de formación para suministrar los servicios de apoyo a la explotación de plantas de generación y la asistencia en las hipotéticas emergencias nucleares y en sectores industriales afines , llevando a cabo servicios especializados en áreas concretas y que forman parte de la prestación de los servicios integrales que Tecnatom presta.

- Salas de Control y Simulación:  La simulación[14] es una tecnología clave en el entrenamiento y la ingeniería en las que Tecnatom ha desarrollado capacidades propias, tanto de diseño como de fabricación, basándose en una experiencia acumulada de más de 30 años en este campo. Entre sus proyectos destacan los desarrollos de los simuladores de alcance total de todas las centrales nucleares españolas, así como centrales nucleares en Argentina, Brasil o China. Dentro del esfuerzo de diversificación se han desarrollado igualmente simuladores de desarrollo de ingeniería y alcance parcial, procesos y de alcance total para instalaciones industriales (subestaciones eléctricas y centros de control de tráfico aéreo), plantas térmicas de generación por gas y o carbón así como centrales termosolares de muy diferente tecnologías.

- Gestión de la Seguridad:  Tecnatom suministra servicios de desarrollo de liderazgo y mejora de resultados, con especial énfasis en el aprendizaje de la experiencia operativa, cultura de seguridad que ayuden a través del seguimiento de resultados a detectar interfases, implantar acciones para conseguir mejoras significativas en la seguridad y eficiencia de las instalaciones.

- Nuevos Reactores:  Desde los años 90, Tecnatom ha colaborado en los programas FOAKE (First Of A Kind Engineering) de los reactores avanzados ABWR y ESBWR de General Electric, así como los reactores AP600 y AP1000 de Westinghouse. En estos reactores avanzados, Tecnatom presta servicios de formación en el AP1000 y ha participado en el diseño de la sala de control y el desarrollo de procedimientos del ABWR, entre otros proyectos. También ha participado en proyectos de reactores avanzados de generación IV (como el PBMR en Sudáfrica), el reactor europeo de investigación “Jules Horowitz” (JHR) y el proyecto del reactor de fusión ITER.[15] Tecnatom ha participado también en las actividades llevadas a cabo en nuevas plantas en construcción, principalmente en China, tales como el diseño y fabricación de salas de control y sistemas de ayuda a la operación para las centrales de Fuqing 1&2 y 3&4; Fangjiashan1&2 y Hainan1&2, reactores del tipo CPR-1000/CNP-600.

- Inspección:  Tiene la misión de verificar la integridad estructural y operabilidad de las instalaciones energéticas e industriales y contribuir a que funcionen en óptimas condiciones de seguridad, disponibilidad y eficiencia económica, de forma rentable y asegurando la viabilidad a largo plazo. Tecnatom suministra servicios y equipos que cubren, de forma global, la integridad estructural de los principales componentes de las centrales eléctricas nucleares y térmicas e instalaciones industriales en los mercados petroquímico, refino e industrial en general.

- Desarrollo y Fabricación de Equipos de Inspección:  Se ocupa del desarrollo y fabricación a medida de sistemas de inspección, sensores, equipos de inspección por corrientes inducidas y ultrasonidos, sistemas de adquisición y procesamiento de datos, sistemas automatizados de manipulación y control, empleando las técnicas más avanzadas de inspección (array, láser UT), manipulación (robots), etc. Tecnatom ha suministrado grandes y complejos sistemas de inspección de material compuesto de estructuras aeronáuticas y componentes metálicos de motores y piezas estructurales de aeronaves.

- Pruebas:  Esta área cubre de forma global la verificación, pruebas de fugas y diagnosis de la operabilidad de los principales componentes y sistemas de centrales eléctricas, en particular las centrales nucleares y térmicas, así como otras instalaciones industriales. Estas pruebas se aplican, principalmente, a componentes críticos (vasija del reactor, generadores de vapor, presionador, turbinas de vapor, alternadores, cables eléctricos, válvulas, etc.).

- Equipos y Repuestos:  Tiene como objetivo el desarrollo y suministro de equipos y repuestos a las centrales eléctricas nucleares y convencionales, así como servicios especializados asociados, como puede ser la calificación ambiental de equipos de seguridad nuclear o la dedicación de equipos comerciales para su uso en centrales nucleares.

## Filiales
- METALSCAN: fue fundada en 1984, dedicándose preferentemente a la fabricación de palpadores de ultrasonidos, a desarrollos de equipos de inspección para control manual y semiautomático de diferentes materiales y a la prestación de servicios de control. Fue adquirida al 100% por Tecnatom a finales de 2003, dedicándose desde entonces al suministro de sistemas de control UT, tanto en el mercado francés y gran parte del europeo (Bélgica, Holanda, Italia, Alemania, Austria, Suiza, Rusia…) como en parte del mercado asiático (China, Corea del Sur, Singapur).

- CITEC: es una empresa de inspección en servicio creada para cubrir las necesidades de inspección pre-servicio (PSI) e inspección en servicio (ISI) de las unidades nucleares subordinadas del Grupo de Energía Nuclear China (China General Nuclear Power Group o CGN). CITEC cubre fundamentalmente el mercado Chino y colabora con Tecnatom en determinadas actividades del mercado internacional. En la actualidad, Tecnatom posee el 25% de la participación de CITEC.

- M2M: fue fundada en el año 2003 con el objetivo de desarrollar, fabricar y vender sistemas de Ensayos No Destructivos de Ultrasonidos y Corrientes Inducidas de altas prestaciones utilizando las más avanzadas tecnologías de Phased-Array. M2M incorpora, en todos sus desarrollos, el software de simulación CIVA desarrollado por el Comisariado de la Energía Atómica (CEA) francés, lo que les hace ser únicos en el mercado, disponiendo de alta flexibilidad y competitividad. En la actualidad, Tecnatom posee el 53,45% del accionariado de M2M.

- TECNATOM DO BRASIL: Esta filial fue establecida en enero de 2013 mediante la adquisición, por parte de Tecnatom, del 90% de la empresa Performance Engenharia e Consultoría Ltda. El objetivo fundamental de Tecnatom do Brasil es apoyar y desarrollar la implantación de Tecnatom en los mercados nuclear, térmico y aeronáutico brasileños.

- TECNATOM CHINA: Esta filial fue establecida en julio de 2014 con el propósito de proporcionar servicios en el sector nuclear chino y apoyar las actividades de la compañía matriz en el desarrollo de proyectos y la expansión del negocio en el mercado asiático.

- TECNATOM USA: Esta filial fue establecida en abril de 2014 con el objetivo de proporcionar soporte a las actividades de Tecnatom en el mercado norteamericano y otros mercados de proximidad geográfica.

- IBERCAL (Inspectores y Consultores IBERCAL, S.L.U.): Esta empresa fue adquirida en 2014 y sus actividades se centran en la diversificación mediante la prestación de servicios de inspección en los sectores industrial, energético convencional y aeroespacial.

- SERTEC (Tecnatom Servicios Técnicos y Consultoría, S.L.U.): Esta filial fue creada a mediados de 2013 con el objetivo de apoyar a Tecnatom en la prestación de servicios de alto valor añadido.

- TECNES (Tecnatom Emergencias y Servicios de Explotación, S.L.U.): Esta filial fue creada a comienzos de 2013 con el objetivo de gestionar el Centro de Apoyo a Emergencias de las centrales nucleares españolas.

| Sociedad           | Participación |
| ------------------ | ------------- |
| MetalScan          | 100 %         |
| M2M                | 53,45 %       |
| CITEC              | 25 %          |
| Tecnatom China     | 100 %         |
| Tecnatom do Brasil | 90 %          |
| Tecnatom USA       | 100 %         |
| IBERCAL            | 100 %         |
| SERTEC             | 100 %         |
| TECNES             | 100 %         |

## Accionariado
| Accionista  | Participación |
| ----------- | ------------- |
| Endesa      | 45 %          |
| Iberdrola   | 30 %          |
| Gas Natural | 15 %          |
| Autocartera | 10 %          |

## Consejo de Administración
El actual Consejo de Administración de Tecnatom está formado por los siguientes representantes:
| Miembro                     | Cargo                       | Empresa            |
| --------------------------- | --------------------------- | ------------------ |
| Antonio F. Alonso Ramos     | Presidente                  | Tecnatom S.A.      |
| Juan María Moreno Mellado   | Vicepresidente              | Endesa             |
| Jesús Ciruelos Funez        | Vocal                       | Endesa             |
| José Miguel Granged Bruñen  | Vocal                       | Endesa             |
| Félix Rojo Sevillano        | Vocal                       | Iberdrola          |
| Francisco José López García | Vocal                       | Iberdrola          |
| Jesús Sanjuán Bertet        | Vocal                       | Gas Natural Fenosa |
| Agustín Tejedor Velarde     | Secretario y Letrado Asesor |                    |

## Presidentes de la Compañía
| Miembro                 | Período     |
| ----------------------- | ----------- |
| José Cabrera Felipe     | 1957 - 1971 |
| Abilio Arroyo Alonso    | 1971 - 1974 |
| Alfredo Les Floristán   | 1974 - 2002 |
| Eduardo Martín Baena    | 2002 - 2010 |
| Antonio F. Alonso Ramos | 2010 - Act. |